# Altis
El Altis (en griego antiguo Ἀλτις) nombre proveniente de álsos ἄλσος («bosque», «bosque sagrado», «recinto sagrado») era una arboleda consagrada a Zeus que se encontraba en el Peloponeso, más exactamente en una pequeña llanura de la región de Élide, en la orilla derecha del río Alfeo, cerca de la ciudad de Pirgos, a unos 18 kilómetros del Mar Jónico y a los pies del Monte Cronio. En un principio, se decía que crecían árboles hermosos.
Píndaro, en una oda a un vencedor en los Juegos Olímpicos, llama al lugar Altis.
El bosque parece haber estado habitado de manera continua desde principios del tercer milenio a. C., aunque está atestiguado arqueológicamente entre los siglos X y IX a. C. En él se edificó, escondido en el centro, el Altar de Zeus. A este monumento le sucedió un templo períptero dórico, construido en honor de la diosa Hera. Olimpia fue construida en este lugar.
Originariamente en el Altis no se erigió ningún tipo de monumento. A mediados del siglo V a. C., el reducido recinto sagrado del Altis quedó ya definitivamente perfilado, con la construcción del Templo de Zeus Olímpico. Un muro separó el espacio central ligeramente rectangular formado por el bosque del resto de los edificios contiguos que quedaron situados fuera del lugar acotado. Los edificios que figuraban dentro del Altis, eran los mencionados templos de Zeus y de Hera, el Metroo, el Pelopio (o Pelopeón), el Filipeo, el también mencionado Altar de Zeus, el Zócalo de los Zanes,, los dos primeros estadios, el Pórtico del Eco o Pórtico Pecile, así como la Terraza de los Tesoros.
Al muro oeste del Altis se le llamó el de las procesiones, debido a que su trazado hacia el sur era bordeado por los atletas y jueces que se dirigían a Olimpia formando comitiva para ganar el Altis por la puerta situada en el ángulo sudoeste y al oeste del Leonideo, a la que se llamaba Pompica.